# 蘇珍 (阮朝)
蘇珍（越南语：／；1791年—1848年），越南阮朝官員。

## 生平
蘇珍是北寧鎮順安府文江縣春梂社人（今興安省文江縣義胄社）人，西山朝光中四年（1791年）出生。明命六年（1825年），參加昇隆場鄉試，考取舉人。明命七年（1826年），考取該科第三甲同進士出身。初為翰林院編修。明命十四年（1833年），授定祥巡撫，後因黎文𠐤叛亂，攻陷定祥省城，被革職效力。紹治元年（1841年），起復為太原按察使。紹治二年（1842年），任太僕寺卿，充國史館纂修。嗣德元年（1848年），陞禮部左參知，繼續擔任國史館纂修。後又充經筵日講官。因當時已快七十高齡，蘇珍上疏請致事，嗣德帝賞賜金帛，准其致事。但不久蘇珍就在家去世，壽六十八歲。

## 作品
蘇珍在國史館期間，參與編修《大南實錄》前編十二卷。私人著有《南行集》。

## 子女
蘇珍有二子。一子名蘇珠，官至侍講學士，任國史館纂修；一子蘇璒，考中舉人。